# Franz Georg Meußdoerffer
Franz Georg Meußdoerffer (Kulmbach, 6 aprile 1949 – Breitbrunn am Chiemsee, 9 agosto 2019) è stato un biochimico e insegnante tedesco.

## Biografia
Nato a Kulmbach il 6 aprile 1949. Meußdoerffer proveniva da una famiglia di produttori di birra e malto della Franconia, era infatti figlio dell'imprenditore Franz Erich Meußdoerffer. Dopo la laurea, ha studiato chimica alla TH di Aquisgrana dal 1967 al 1974 e ha conseguito il dottorato presso l'Istituto biochimico dell'Università di Friburgo. Nel 1978 è andato negli Stati Uniti per due anni. Dal 1982 al 1986 è stato assistente senior presso l'Istituto di biotecnologia dell'ETH di Zurigo. Dal 1986 al 1991 ha lavorato per il gruppo Henkel.
Dal 1991 è socio direttivo della fabbrica di malto di Kulmbach, fondata nel 1852 dal bis-bisnonno Johann Georg Meußdoerffer (oggi parte del birrificio Kulmbach). La sua abilitazione è seguita nel 1989. Dal 1996 è stato professore a Dortmund. Dal 2003 tiene conferenze sulla storia della produzione della birra nel campus TUM presso l'Internationales Getränkewissenschaftliches Zentrum Weihenstephan. Dal 2009 è a capo del gruppo di bioanalisi presso il centro di ricerca sulla qualità degli alimenti presso il sito di Kulmbach presso l'Università di Bayreuth.
Meußdoerffer è morto a Breitbrunn am Chiemsee dopo una lunga malattia il 9 agosto 2019 all'età di 70 anni.